# Britanska kraljevska ratna mornarica
Kraljevska ratna mornarica Ujedinjenog Kraljevstva (engl. Royal Navy) je pomorska komponenta oružanih snaga Velike Britanije. Od početka 18. stoljeća pa do sredine 20. stoljeća i kraja Drugog svjetskog rata, bila je najveća i najmoćnija ratna mornarica svijeta, koja je odigrala ključnu ulogu u uspostavi Britanskog Carstva kao dominantne svjetske sile 19. stoljeća i početka 20. stoljeća.
Danas je Kraljevska ratna mornarica druga po veličina mornarica među državama članicama NATO-a. Trenutno je u njezinom djelatnom sastavu 91 brod, uključujući nosače zrakoplova (npr. HMS Illustrious), nuklearne napadačke i balističke podmornice, minolovce te ophodne brodove, kao i brodovi Kraljevske flote pomoćnih brodova (engl. Royal Fleet Auxiliary). 
Kraljevska ratna mornarica je osnovna i temeljna komponenta britanske pomorske službe (engl. Naval Service), koja uključuje još i Kraljevske marince (engl. Royal Marines), Kraljevsku flotu pomoćnih brodova, Kraljevske mornaričke rezerviste (engl. Royal Naval Reserve) te Kraljevske rezerviste pomorskog pješaštva (engl. Royal Marines Reserve). Pomorska služba je u studenom 2006. imala 38.710 pripadnika.

## Vanjske poveznice
- Official Website of the Royal Navy
- The Navy List 2006 - list of all serving officers.
- Sea Your History Website from the Royal Naval Museum - Discover detailed information about the Royal Navy in the 20th century.
- Navy News - Royal Navy Newspaper
- UK Military News & Information Portal
- The Marine Society College of the Sea
- The service registers of Royal Naval Seamen 1873 - 1923
- Royal Navy in World War 1, Campaigns, Battles, Warship losses
- Royal Navy in World War 2, Campaigns, Battles, Warship losses
- Royal and Dominion Navies, Victoria Cross at Sea, 1940-45